# 五氟化钽
五氟化钽是一种无机化合物，化学式为TaF5，它是钽的氟化物之一。

## 制备
五氟化钽可由金属钽和氟气在约250 °C反应得到：
{\displaystyle \mathrm {2\ Ta+5\ F_{2}\longrightarrow 2\ TaF_{5}} }
钽和氟化氢在250~300 °C、105Pa下反应，也能得到五氟化钽，但同时会生成三氟化钽。钽和氟化亚锡反应，可以得到五氟化钽：
{\displaystyle \mathrm {2\ Ta+5\ F_{2}\longrightarrow 2\ TaF_{5}} }
{\displaystyle \mathrm {2\ Ta+5\ SnF_{2}\longrightarrow 2\ TaF_{5}+5\ Sn} }

## 性质
五氟化钽在固态是四聚体，由四个TaF6中心经氟桥连接而成；气态时为三聚体，具有D3h对称性。
五氟化钽是强路易斯酸，在水中水解。它可以和中性路易斯碱（如膦、砷）形成加合物，它和吡啶（py）反应形成的加合物可以写作[TaF4(py)4][TaF6]。它和乙酰丙酮氧钛反应，经过[F4Ta(OTi(acac)2)2]TaF6加合物，得到二氟二乙酰丙酮钛和三氟氧化钽，完成钛至钽的氧迁移。
五氟化钽在HF水溶液中和有机阳离子共结晶，可以得到含有TaF72−、TaF83−等配阴离子的盐。它和SbF5不同，和HF形成的体系TaF5–HF在还原性环境中是稳定的。